# Smilniansky vrch
Smilniansky vrch (pol. Smilniański Wierch, 749 m n.p.m.) – szczyt na Pogórzu Ondawskim na Słowacji. Nazwa pochodzi od wsi Smilno, leżącej na południe od szczytu.

## Położenie
Smilniański Wierch wznosi się niespełna 5 km na południe od grzbietu granicznego, którym biegnie granica polsko-słowacka. Masyw Smilniańskiego Wierchu ograniczony jest od północnego wschodu doliną źródłowego toku Ondawy, a od zachodu doliną potoku Riečka, należącego do dorzecza Topli. W kierunku północnym niski grzbiet ze wzniesieniem Pleskanka (576 m n.p.m.) łączy go z głównym grzbietem wododziałowym Karpat w rejonie przełęczy Dujawa. W kierunku południowo-zachodnim stoki góry opadają ku niewielkiej Kotlinie Zborowskiej (słow. Zborovská kotlina). W kierunku południowym odchodzi od masywu płaski, rozmyty grzbiet (na którym leży wspomniane Smilno), przekształcający się dalej w wododział Ondawy i Topli.

## Ukształtowanie
Masyw Smilniańskiego Wierchu, zbudowany z utworów fliszu karpackiego, jest górą o dwóch wierzchołkach. Główny wierzchołek leży w samym centrum masywu, drugi, minimalnie niższy (748 m n.p.m.) – ok. 800 m na zachód od tego pierwszego. Wierzchołki rozdzielone są płytkim siodłem (712 m n.p.m.). Rozciągłość masywu z zachodu na wschód wynosi ok. 5,5 km, zaś z północy na południe ok. 3,5 km. Stoki masywu, zwłaszcza od strony południowej, są dość wyraźnie rozczłonkowane licznymi dolinkami dopływów Ondawy i Riečki.
Cały masyw powyżej wysokości 470–500 m n.p.m. jest zalesiony. Tereny położone niżej pokrywają głównie pastwiska i łąki. Masyw jest zupełnie niezaludniony. Poza zabudowaniami wsi Jedlinka, podchodzącymi od strony południowo-wschodniej do wysokości ok. 430 m n.p.m., nie ma w nim żadnej zabudowy.
Na terenie masywu nie ma znakowanych szlaków turystycznych.